# Plauen
Plauen är en stad i Vogtlandkreis i Sachsen, Tyskland, nära gränsen till Bayern. Staden har cirka 65 000 invånare. Den är berömd för sina spetsar, så kallade plauenspetsar, som marknadsförs under varumärket Plauener Spitze.
Plauen omnämns för första gången 1122. Under Napoleonkrigen blev staden en del av Kungariket Sachsen. Staden växte snabbt under decennierna omkring förra sekelskiftet. Framförallt var det textilindustrin som drog nya invånare till staden. 1904 nådde Plauen över 100 000 invånare och blev därmed Großstadt (storstad) enligt tysk statistik. 1912 hade staden 129 000 invånare, vilket hittills är det högsta invånarantalet.
Staden förskonades länge under andra världskriget men blev till slut, efter 14 brittiska och amerikanska bombräder mellan september 1944 och april 1945, den mest förstörda staden i det som skulle bli den sovjetiska zonen, senare Östtyskland (DDR). 75% av bebyggelsen förstördes, vilket var mer än vid den mera kända bombningen av Dresden. Minst 2 340 människor dog i Plauen.
Under DDR-åren utvecklades staden relativt svagt. En viktig orsak var dess läge i omedelbar närhet av gränsen mot Västtyskland, det vill säga järnridån. Hit förlades stora sovjetiska förband.
Våren 1989 var Plauen en av de första städerna i DDR där det förekom demonstrationer mot SED-regimen före återföreningen. Staden blev även den första orten i det tidigare DDR som fick en McDonald's-restaurang.

## Personer från Plauen
Kända personer ur Plauens äldre historia är bland andra de två högmästarna i Tyska orden Heinrich von Plauen (1410–1413) och Heinrich Reuß von Plauen (1467–1470) samt teologen och astronomen Georg Samuel Dörffel (1643–1688). Generallöjtnanten Kurt Renner (1886–1943) härstammade från Plauen. Från DDR-eran kan flera olympiska mästare nämnas: Kurt Helbig (tyngdlyftning), Angelika Bahmann (kanotslalom) och Kornelia Grummt-Ender (simning).